# Futurama (Exposition Universelle de New York 1939 - 1940)
Pour les articles homonymes, voir Futurama (homonymie).

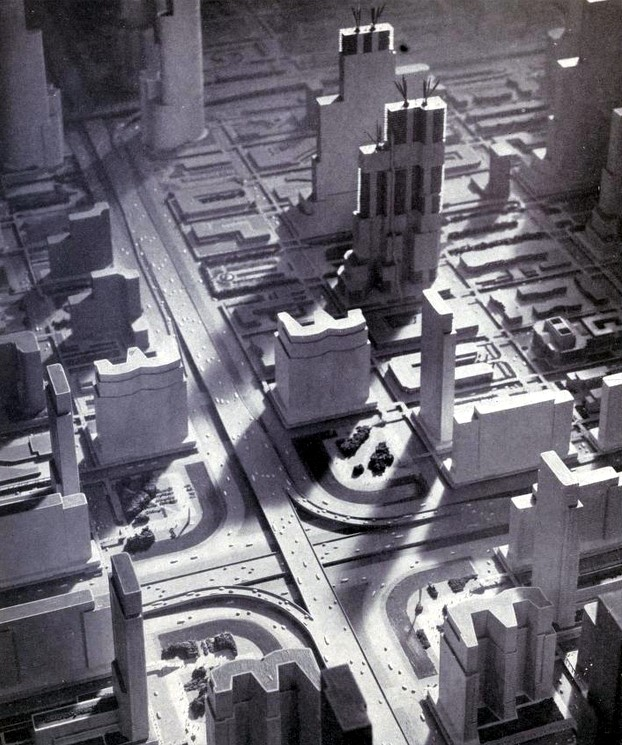
Détail de la maquette Futurama exposée à l'Exposition Universelle de New York 1939-1940.

Futurama était une exposition et une attraction de l'Exposition universelle de New York 1939-1940, conçue par Norman Bel Geddes et réalisée en collaboration avec Albert Kahn. Elle présentait en maquette une vision possible du monde du futur 20 ans plus tard (1959-1960). L'installation a été parrainée par General Motors Corporation et était caractérisée par des autoroutes automatisées et de vastes banlieues,.
Lors de la Foire internationale de New York 1964-1965, le concept fut repris pour présenter l'exposition Futurama II présentant une vision du futur vers 2024.

## Contexte
Geddes avait construit une ville modèle pour une campagne publicitaire de Shell Oil en 1937, décrite comme la Shell Oil City of Tomorrow et qui était effectivement un prototype pour le Futurama, beaucoup plus vaste et plus ambitieux.
L'idée que se faisait Geddes de la ville du futur était plutôt réalisable. La technologie la plus avancée était le système d'autoroutes automatisées dont General Motors avait construit un prototype fonctionnel en 1960. Il est largement admis que Futurama a présenté au public américain le concept d'un réseau d'autoroutes reliant le pays. Il établissait un lien direct entre le style aérodynamique (Style « paquebot »), populaire en Amérique entre 1928 et 1938, et le concept de flux constant qui apparaissait dans la conception des rues et des autoroutes à la même époque.

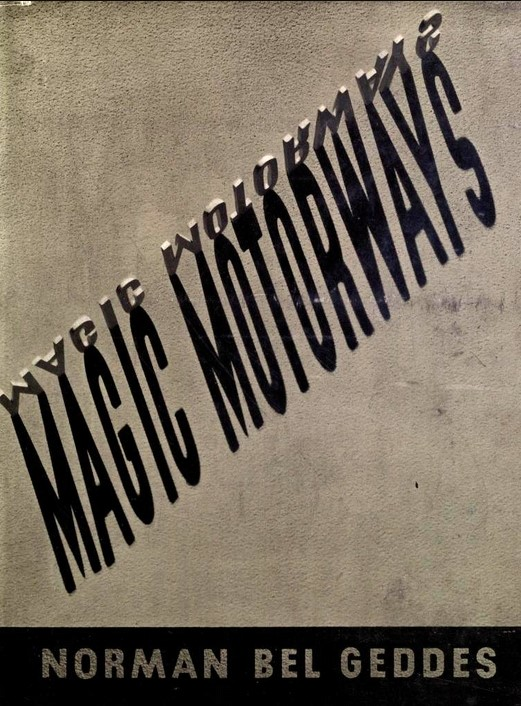
Couverture du livre de Norman Bel Geddes, "Magic Motorways".

Geddes explique sa conception dans son livre "Magic Motorways" :

« Futurama est un modèle à grande échelle représentant presque tous les types de terrain en Amérique et illustrant comment un système d'autoroute peut être posé sur tout le pays, à travers les montagnes, les rivières et les lacs, à travers les villes et les villages. sans jamais s'écarter d'un parcours direct et toujours adhérer aux quatre principes de base de la conception routière : sécurité, confort, rapidité et économie. »

— Norman Bel Geddes
La construction de l'autoroute modélisée mettait l'accent sur l'espoir pour l'avenir, car elle servait de solution à la congestion du trafic et démontrait le développement probable du trafic par rapport à la croissance de l'automobile des 20 prochaines années. Bel Geddes a supposé que l'automobile serait le même type de transporteur et le moyen de transport le plus répandu en 1960, mais avec une utilisation accrue des véhicules et des voies de circulation pouvant également atteindre des vitesses beaucoup plus élevées.
Quatre idées générales d'amélioration ont été intégrées à la vitrine de l'exposition pour répondre à ces hypothèses. Premièrement, chaque tronçon de route a été conçu pour recevoir une plus grande capacité de trafic. Deuxièmement, le trafic se déplaçant dans une direction peut être isolé du trafic se déplaçant dans une autre. Troisièmement, la ségrégation du trafic en subdivisant les villes et les villages en certaines unités limitait la circulation et permettait aux piétons de prédominer. Quatrièmement, le contrôle de la circulation comprenait les vitesses maximales et minimales. L'exposition a été conçue pour susciter un enthousiasme du public et en obtenir un soutien pour la construction et la planification des nouvelles rues et des autoroutes.
La popularité de l'exposition Futurama correspond étroitement au thème général de la foire «Le monde de demain» (The world of tomorrow), qui met l'accent sur l'avenir et la nouvelle conception du paysage américain. Le réseau routier était soutenu par un modèle animé de 1 hectare (0,40 ha) d'Amérique projetée contenant plus de 500 000 bâtiments conçus individuellement, un million d'arbres de 13 espèces différentes et environ 50 000 voitures, dont 10 000 voyageaient le long d'une autoroute inter-Etats à 14 voies. Il a prophétisé une utopie américaine régulée par un assortiment de techniques de pointe : autoroutes à voies multiples télécommandées, centrales électriques, fermes pour aliments génétiquement modifiés, des plates-formes de toit pour des machines volantes individuelles et divers gadgets, tous destinés à créer un environnement idéal et, en fin de compte, à réformer la société.
Le « futur » de Geddes était synonyme de progrès technique dans son voyage en avion simulé à basse altitude à travers l'exposition. Le trajet aérien a été simulé par un parcours de 18 minutes sur un système de convoyage, transportant 552 spectateurs assis, couvrant un parcours sinueux à travers la maquette, avec des effets de lumière et de son. Les véhicules avançaient à un rythme d'environ 2,19 km/h, permettant aux spectateurs de regarder à travers une vitre incurvée continue. La vertu de cette position élevée a permis aux spectateurs de voir simultanément plusieurs échelles et de voir la proportions des blocs de ville par rapport à un réseau routier. Cette maquette a été modélisée de 408 sections topographiques créées à partir de photographies aériennes de différentes régions des États-Unis fournies par Fairchild Aircraft Ltd.

## Réception

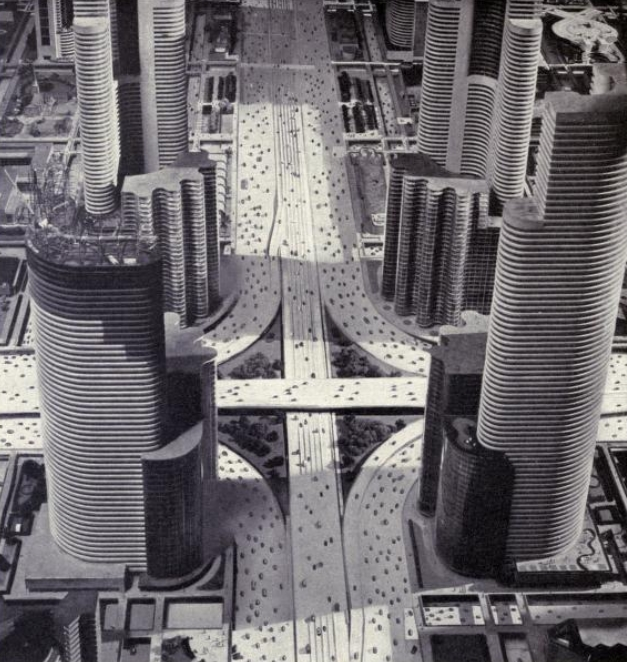
Détail de la maquette.

Avant que General Motors n'invite Norman Bel Geddes à soumettre une proposition pour l'exposition, ils avaient prévu de mettre en place une autre chaîne de production telle qu'elle était présentée lors de l'Exposition universelle de 1933, Century of Progress, à Chicago. Cependant, après avoir entendu Bel Geddes exposer son projet, tous les autres plans ont été abandonnés pour miser sur sa conception du futur et pour attirer un public plus large,. L'exposition Futurama a ensuite été présentée comme l'une des principales attractions de l' Exposition Universelle de New York 1939-1940. Il a capté l'intérêt du public et des critiques, les journalistes se disputant les mots adéquats pour transmettre "l'ingéniosité", "l'audace", "la mise en scène" et le "génie" de Bel Geddes. Une enquête neutre menée auprès de 1000 visiteurs de la foire a permis de noter l'exposition General Motors à 39,4 points, soit seulement 8,5 points pour la deuxième place de Ford, comme l'exposition la plus intéressante. Business Week a décrit la scène:

« Plus de 30 000 personnes par jour, à pleine capacité, montent le long des longues files d'attente jusqu'à ce qu'elles atteignent les chaises qui les transportent au paradis des touristes. Elle dévoile une prophétie de villes, de villages et de campagnes desservies par un système routier complet. »

— Business Week
Ses idées d'avenir étaient remarquablement réalistes et immédiates, marquant un accord avec un public américain qui se remettait lentement de la Grande Dépression et qui aspirait à la prospérité. Le paysage imaginaire de Futurama de 1960 était, à l'époque, non seulement considéré comme un nouvel espace physique, mais aussi comme un aperçu du futur.